# فيليكس دو روي
فيليكس دو روي (بالفرنسية: Felix de Rooy)‏ (مواليد 3 نوفمبر 1952)، هُو مُخرج وكاتب ومُنتج سينمائي كوراساوي. في 1979، فاز فيليكس دو روي  بجائزة كولا ديبرو، وهي أرفع جائزة ثقافية في منطقة جزر الأنتيل الهولندية. في 1990، حصل دو روي أيضا على جائزة العجل الذهبي عن فيلمه «آفا وغابرييل: قصة حب» (بالإنجليزية: Ava and Gabriel: A Love Story)‏.

## التعليم
بعد دراسته في أكاديمية فريا في لاهاي. في 1982، حصل فيليكس على ماجستير في التصوير والإخراج السينمائي من جامعة نيويورك.

## أعماله
- ديزايري (بالإنجليزية: Desiree)‏ (1984).
- ألماسيتا: روح ديزولاتو (بالإنجليزية: Almacita, Soul of Desolato)‏ (1986).
- آفا وغابرييل: قصة حب (بالإنجليزية: Ava and Gabriel: A Love Story)‏ (1990).
- ماريفال (بالإنجليزية: Marival)‏ (1997).
- موهي فريدا (بالإنجليزية: Muhe Frida)‏ (2011).

## الجوائز
- مهرجان آميان السينمائي الدولي سنة 1991، حيث جائزة لجنة التحيكم الخاصة عن فيلم آفا وغابرييل: قصة حب.
- مهرجان هولندا السينمائي سنة 1990، حيث حصل على جائزة العجل الذهبي عن فيلم آفا وغابرييل: قصة حب.
- Internationaal filmfestival van Taormina سنة 1986، حيث حصل على جائزة الجمهور عن فيلم ألماسيتا: روح ديزولاتو.

## وصلات خارجية
- فيليكس دو روي على موقع IMDb (الإنجليزية)
- فيليكس دو روي على موقع ديسكوغز (الإنجليزية)